# Archocentrus spinosissimus
Archocentrus spinosissimus är en fiskart som först beskrevs av Vaillant och Pellegrin 1902.  Archocentrus spinosissimus ingår i släktet Archocentrus och familjen Cichlidae. IUCN kategoriserar arten globalt som livskraftig. Inga underarter finns listade i Catalogue of Life.